# Axel Piper
Axel Mauritz Piper, född 17 februari 1810 i Stockholm, död 4 december 1866 i Stockholm, var en svensk greve och militär.

## Biografi
Axel Piper föddes 1810 i Stockholm. Han var son till Axel Adolf Piper. Piper blev 21 december 1825 student vid Kungliga Akademien i Åbo och 1826 vid Uppsala universitet. Han avlade 1826 teologisk examen och blev 5 juli 1827 kornett vid livregementets dragonkår. Piper blev 29 maj 1829 löjtnant, 28 september 1832 ordonnansofficer hos kungen och 1 maj 1824 kammarherre hos drottningen. Han tog avsked 21 juni 1834 från kåren med tillstånd att stå kvar som löjtnant i armén och blev 4 juli 1841 ryttmästare i armén. Piper blev 1844 kammarherre hos änkedrottning Desideria och blev 1845 tjänstfri från hovet. Han utnämndes senare till riddare av preussiska Johanniterorden och blev 3 maj 1865 överstekammarjunkare. Piper avled 1866 i Stockholm.

### Egendom
Piper ägde Ängsö slott i Ängsö socken.

### Familj
Piper gifte sig första gången 15 juli 1834 i Lakspojo med Sofia Elisabet Christina Ehrnrooth (1810–1835), dotter till överstelöjtnanten Erik Magnus Ehrnrooth och Christina Charlotta von Morian. De fick tillsammans dottern Sofia Augusta Christina Piper (1835–1873) som var gift med kammarherren, greve Charles Piper.
Han gifte sig andra gången 30 september 1841 i Eskilstuna med överhovmästarinnan, friherrinann Anne-Malène Wachtmeister (1819–1875), dotter till kammarherren, friherre Bleckert Gustaf Vilhelm Wachtmeister och grevinnan Margareta Christina Charlotta Mörner af Morlanda. De fick tillsammans militären Axel Piper (1847–1875).